# Goodge Street (Metropolitano de Londres)
Goodge Street é uma estação do Metropolitano de Londres. Faz parte da Northern line, entre Warren Street e Tottenham Court Road, na Zona 1 do Travelcard.

## História
Foi inaugurada em 22 de junho de 1907 como Tottenham Court Road pela Charing Cross, Euston and Hampstead Railway, mas mudou para o nome atual em 9 de março de 1908 antes que um intercâmbio fosse construído entre as anteriormente separadas (e diferentemente nomeadas) estações da linha Northern e da linha Central na atual Estação Tottenham Court Road. Goodge Street recebeu o nome de John Goodge, que desenvolveu o terreno no início do século XVIII.

## Serviços e conexões
As frequências dos trens variam ao longo do dia, mas geralmente operam a cada 3 a 7 minutos em ambas as direções.
As linhas de ônibus de Londres 24, 29, 73, 390 e as linhas noturnas N5, N20, N29, N73, N253 e N279 atendem a estação, com as linhas 24 e 390 fornecendo serviço 24 horas.